# Fredric Fendrich
Fredric Willy Fendrich, född 27 januari 1988 i Jönköping, är en svensk före detta fotbollsspelare (mittfältare) som mellan 2004 och 2022 spelade för Jönköpings Södra IF.
Han var mellan november och december 2023 assisterande tränare för Jönköpings Södra IF (Jsödra).
Sedan 29 december 2023 arbetar han i J-Södras sportgrupp som ansvarar för J-Södras herrverksamhet.
Han är den spelare med flest antal spelade tävlingsmatcher för Jönköpings Södra IF med 502 (20 säsonger) matcher. Ingen tidigare spelare har uppnått samma antal tävlingsmatcher för klubben. Flera tidigare spelare har över 700 matcher för J-Södra men i den räkningen har samtliga matcher från ungdomslag, B-lag, U21- och A-lag ingått. Därav den missvisande räkningen gällande antal matcher för Jönköpings Södra IF.
Fredric Fendrich tar plats på listan över Svensk Elitfotbolls legendarer (totalt har 22 spelare fått utnämningen). Under säsongen 2021 har han nått över de 400 matcher i Allsvenskan och/eller Superettan som krävs för att få utnämningen.
På morgonen den 21 oktober 2022, 23 år efter att ha börjat i Södra som 11-åring, meddelande Fendrich och klubben på medier i ett filminlägg att han skulle göra sin sista säsong i klubben och hans sista match blev mot Örebro SK.
Den 24 oktober 2022 gjorde han sin 500:e match för Södra.
Den 5 november 2022, efter en stor hyllning, avslutade han sin långa karriär som spelare men fortsatte att jobba i klubben.
5 november startades Fredric Fendrichs vänner vilket är en avdelning som ska verka för fler barn och ungdomar som spelar fotboll - oavsett socioekonomisk bakgrund.

## Karriär
Fendrich började i klubben redan som 11-åring. Han debuterade i Jönköpings Södra IF 2004. Han gjorde sin första match på elitnivå 2006.
I december 2018 förlängde Fendrich sitt kontrakt med Jönköpings Södra för säsongen 2019 med option på ett år till. I november 2019 förlängde han sitt kontrakt med ett år. I december 2020 förlängde han med ännu ett år. Efter säsongen 2021 förlängde han återigen sitt kontrakt med ett år, men då med dubbla roller.
Sedan 2022 arbetar han samtidigt som ungdomsadministratör hos klubben.
Efter sitt karriäravslut 2022 fortsatte han arbeta i klubben. Några veckor senare lämnade han även klubbens stab.

### Tränarkarriär
Den 8 november 2023 blev han, tillsammans med Tommy Thelin, assisterande tränare för Jönköpings Södra.
Han fortsatte sedan att arbeta inom J-Södras ledning för herrverksamheten.

## Matcher och mål
- 2022: 23 / 0
- 2021: 28 / 1
- 2020: 28 / 1
- 2019: 28 / 1
- 2018: 18 / 0
- 2017: 24 / 0
- 2016: 28 / 1
- 2015: 28 / 0
- 2014: 29 / 2
- 2013: 25 / 0
- 2012: 28 / 0
- 2011: 28 / 2
- 2010: 23 / 0
- 2009: 28 / 1
- 2008: 27 / 0
- 2007: 27 / 1
- 2006: 14 / 0